# Tuberenes vietnamensis
Tuberenes vietnamensis är en skalbaggsart som beskrevs av Stefan von Breuning 1972. Tuberenes vietnamensis ingår i släktet Tuberenes och familjen långhorningar. Inga underarter finns listade i Catalogue of Life.